# 勒宰
勒宰（法語：Lezay，法語發音：[ləzɛ]）是法国德塞夫勒省的一个市镇，属于尼奥尔区。

## 地理
勒宰（46°15'52"N, 0°0'31"W）面积45.63 平方千米，位于法国新阿基坦大区德塞夫勒省，该省份为法国西部内陆省份，北起曼恩-卢瓦尔省，西接旺代省，南至夏朗德省和滨海夏朗德省，东临维埃纳省。
与勒宰接壤的市镇（或旧市镇、城区）包括：舍奈、谢镇、圣库唐、圣索利娜、圣樊尚拉沙特尔、旺赛、梅勒。

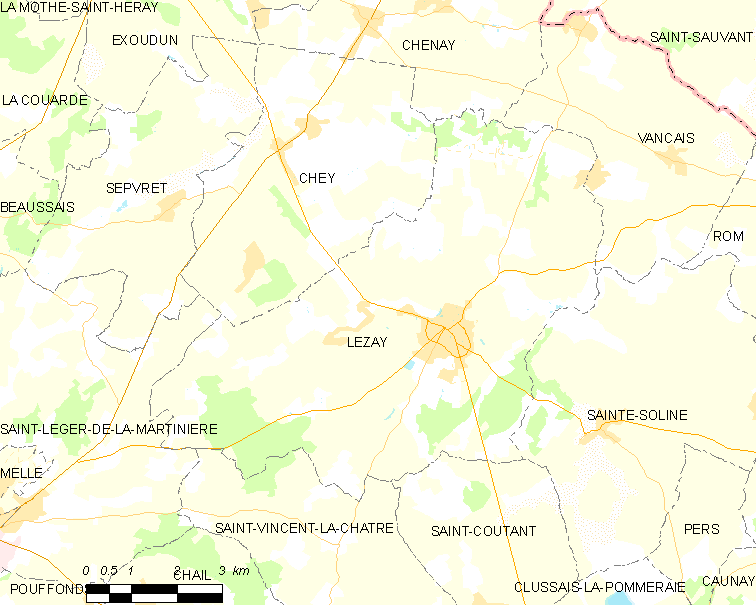
勒宰的OSM定位图

勒宰的时区为UTC+01:00、UTC+02:00（夏令时）。

## 行政
勒宰的邮政编码为79120，INSEE市镇编码为79148。

## 政治
勒宰所属的省级选区为贝勒河畔塞勒县。

## 人口

1962-2008年间勒宰人口变化图示

勒宰于2022年1月1日时的人口数量为2013人。